# Elstow
Elstow è un paese della contea del Bedfordshire, in Inghilterra.